# Panamalai
Panamalai (tamoul : பனமலை, paṉamalai) est un village de 5694 habitants, situé dans le District de Viluppuram au Tamil Nadu, à 25km au nord-nord-ouest de la ville de Viluppuram, le chef-lieu. Ce village est également connu pour son temple hindou datant de l'époque Pallava.

## Temple shivaïte de la dynastie Pallava
Ce village est connu pour abriter un important temple shivaïte du règne de Narasimhavarman II, roi Pallava de la fin du VIIe siècle et du début du VIIIe siècle. Le temple de Talagirisvara bâti sur une colline surplombant un lac réservoir, est contemporain de Kailāsanātha de Kāñcipuram, la capitale de la dynastie. La proximité du style et surtout de l’époque est attestée par les indices épigraphiques trouvés sur les parois de ces édifices. De plan carré et orienté à l’est, le petit sanctuaire ou encore le garbha-griha abrite un lingam cannelé, sur le mur du fond figure la famille de Shiva en Somāskanda, caractéristique de l’époque médiévale du pays tamoul.